# Šestiočka moravská
Šestiočka moravská (Dysdera moravica) je pavouk z čeledi šestiočkovitých žijící na území České republiky. Objev druhu byl oznámen v létě 2014.
Žije v propasti Macocha a živí se stínkami a svinkami. Samečci tohoto druhu se za život páří s více samičkami.